# التدخين في البرازيل
التدخين في البرازيل البرازيل لديها بعض قوانين التدخين الأكثر صرامة في أمريكا الجنوبية. يُحظر التدخين في البرازيل في جميع الأماكن العامة المغلقة باستثناء الأماكن المخصصة للتدخين. منذ 15 ديسمبر 2011 يحظر القانون الاتحادي 12546 (المادة 49) التدخين في الأماكن المغلقة في جميع أنحاء البلاد، بما في ذلك المطاعم والحانات.
في البرازيل السن القانوني لبيع التبغ واستهلاكه هو 18 عامًا. إعلانات التبغ مقصورة على الملصقات في المحلات التجارية، وهي محظورة على التلفزيون والراديو. تحتوي جميع علب السجائر على إعلانات ضد التدخين وتحذيرات حكومية بشأن الآثار الصحية الضارة للتدخين.

## الواصفات على العبوة
في عام 2001 حظرت البرازيل استخدام الواصفات، مثل «خفيف» و«قليل القار» و«فائقة الخفة».

## السجائر المنكهة
في عام 2012 حظرت البرازيل السجائر المنكهة، بما في ذلك سجائر المنثول، على الرغم من إلغاء الحظر في عام 2013 من قبل روزا ويبر قاضية المحكمة العليا.

## ساو باولو
أصبحت ساو باولو أول ولاية في البرازيل تتبنى الحظر الأكثر شمولاً، تلتها ريو دي جانيرو وميناس جيرايس. بموجب اللائحة الجديدة لا توجد أقسام للتدخين في أي مكان في جميع أنحاء الولاية. دخل القانون حيز التنفيذ اعتبارًا من 7 أغسطس 2009 مع حظر التدخين في جميع الأماكن العامة المغلقة والمغلقة مثل الحانات والمطاعم والنوادي ومراكز التسوق ودور السينما والبنوك ومحلات السوبر ماركت والمخابز ومحلات الصيدليات والأماكن الصحية والمكاتب الحكومية والمدارس.
لم يعد التدخين مسموحًا به أيضًا في ساو باولو في أماكن العمل والدراسة والمكتبات والحافلات وسيارات الأجرة والمناطق العامة التجارية والسكنية والفنادق والنزل.
دربت حكومة ساو باولو 500 وكيل متخصص للتأكد من احترام القاعدة في جميع الأوقات. تم تدريب الفريق الأول على قياس الدخان المحيط في منطقة ما وتحذير المدخنين من المخاطر على صحتهم.
أي شخص يُقبض عليه وهو ينتهك القانون يُعاقب بغرامة. يمكن معاقبة المواقع العامة بغرامة قصوى قدرها 1.585 ريال برازيلي (478 دولارًا أمريكيًا). إذا كان هناك مخالفة ثانية، يتم إغلاق الموقع. وفقًا للاستطلاعات يؤيد 88٪ من سكان ساو باولو قانون منع التدخين.